# Investisseur institutionnel
 (juillet 2022).
Les investisseurs institutionnels sont des organismes collecteurs d’épargne dont les engagements et/ou les actifs sont régis par un texte législatif ou réglementaire. Les rendements tirés de leurs investissements leur permettent de couvrir leurs engagements à moyen ou long terme.
La particularité des investisseurs institutionnels réside dans le fait qu’ils ne disposent pas directement des capitaux qu’ils investissent, ils agissent pour le compte des ayants droit souscrivant à leurs contrats. Par conséquent, la gestion des actifs est particulièrement réglementée, elle est institutionnalisée.
Ces investisseurs se distinguent donc des entreprises (financières ou non financières) qui peuvent détenir pour leur propre compte différents types d’actifs financiers à titre d’investissement ou de placement.
Les actifs gérés par les investisseurs institutionnels sont généralement très importants (de l’ordre du milliard d’euros), d’où leur surnom de « grands investisseurs ».
Une association regroupe la plupart des investisseurs institutionnels français pour ce qui concerne leur gestion financière; il s'agit de l'Af2i, Association française des Investisseurs Institutionnels, créée en 2004.

## Paysage institutionnel

### Acteurs multiples
Les investisseurs institutionnels agissent aussi bien dans le cadre de fonctions d’assurance, de la retraite, de prévoyance que dans celui de la solidarité nationale, dans la couverture de passifs industriels ou encore en remplissant des missions d’intérêt public.
Parmi les principales familles institutionnelles en France on distingue principalement :
- Assureurs vie et dommage
- Réassureurs
- Mutuelles d’assurance et de santé
- Groupes de protection sociale
- Caisses de retraite AGIRC ARRCO
- Caisses de retraite des professions libérales et assimilés
- Fondations reconnues d’utilité publique
- Fonds de dotation
- Entreprises spécifiques (statut d’exploitants nucléaires, matières agricoles, etc.)
- Entités publiques ou parapubliques (Caisse des Dépôts, ERAFP, FRR, fonds de garantie…)
- Régimes autonomes de retraite supplémentaire (PREFON, COREM…)
- Caisse de congé et des intempéries du bâtiment ou du secteur du transport

En ce sens, les banques et les sociétés de gestion ne sont donc pas considérées comme des investisseurs institutionnels.
Les investisseurs institutionnels représentent en France environ 2850 milliards d’euros d’actifs sous gestion, et on distingue généralement (toujours en France) trois grandes familles d'investisseurs institutionnels : assurance, retraite et prévoyance et fonds propres ou assimilés.    

### Grandes catégories d'institutionnels en France

#### Assurance
Malgré la diversité des familles institutionnelles, le secteur de l’assurance est largement prépondérant en termes de montant des encours avec presque 2 300 milliards d’euros gérés par des compagnies d’assurance. En effet, la quasi absence de fonds de pension en France donne à l’assurance vie un rôle extrêmement important auprès des ménages, car ce sont alors ces contrats qui jouent le rôle de réserve en vue de la retraite : les contrats d’assurance vie représentent à eux seuls plus de 2 000 milliards d’euros d’encours pour les investisseurs institutionnels. On trouve deux principaux types d’assurance vie : l’assurance vie en euro et l’assurance vie en unités de compte. 
Même si le souscripteur peut à tout moment récupérer les fonds placés, en pratique, il s’agit d’un placement qui dure 11 ans en moyenne. C’est pourquoi les assurances recherchent des placements à long-terme.
À côté de cela, on trouve aussi tous les contrats d’assurance dommages et prévoyance.
La garantie de rendement minimal donnée à leurs clients incite les assureurs à placer la majorité de leurs actifs sur le marché des obligations. Le reste est placé sur le marché des actions ou de la gestion alternative pour dégager de la performance avec une plus grande prise de risque. 

#### Caisses de retraite
Des cotisations sont versées par les clients au cours de leur vie active de manière à obtenir un revenu une fois à la retraite. À chaque régime spécial, il existe une caisse de retraite qui lui est associée (professions libérales, fonctionnaires, personnels navigants…). En France, le régime de retraite fonctionne par répartition par opposition à la capitalisation. Pour autant, les caisses de retraite se doivent de placer de l’argent pour effectuer de la répartition différée, c'est-à-dire placer les excédents en attendant de les utiliser plus tard pour combler les déficits.
Ces dernières années, les caisses de retraite repensent leurs investissements au vu des problèmes liés au déséquilibre démographique.

#### Fonds propres et assimilés
Les investisseurs institutionnels entrant dans cette catégorie sont des fonds privés ou publics, ayant généralement un objectif plus précis que les fonds propres que l'on observe communément.
Certains ont par exemple pour but de couvrir le passif d'un industriel (fonds liés au nucléaire par exemple), d'autres sont des fonds de dotation de grandes institutions, et d'autres encore ont pour but de répondre à certaines politiques publiques (c'est le cas du Fonds de Réserve pour les Retraites notamment). Leur point commun est d'avoir souvent un objet de réserve dans un objectif bien défini et à long terme, et leur mode de gestion est semblable aux catégories citées plus haut.

## Investissements des institutionnels

### Investissement de long terme
Par la nature de leurs engagements, les investisseurs institutionnels sont, pour la plupart, des investisseurs de long terme. En effet, ils disposent en général des fonds pendant plusieurs années avant d’avoir à honorer leurs engagements, et ont donc la possibilité d’investir dans des projets de long terme ne présentant pas de rentabilité immédiate pour les investisseurs. Parmi ces projets, on trouve notamment les infrastructures (immeubles, aéroports…), le financement du système de retraite ou encore les coûts liés à la transition énergétique. Ainsi, on trouve chez les investisseurs institutionnels des acteurs aux problématiques aussi diverses que le Fonds de Réserve des Retraite (FRR), ou des fonds dédiés au démantèlement de centrales nucléaire.
Les investisseurs publics ont également un rôle important à jouer dans l’économie en aidant au financement de projets de toute sorte. Par exemple, la Caisse des Dépôts est le plus gros investisseur public français, et elle contribue également à l’économie en apportant une aide financière aux petites et moyennes entreprises (PME) par l’intermédiaire de sa filiale BPI France. Les investisseurs publics servent également de catalyseur dans le lancement de certains projets en apportant une aide financière suffisamment importante pour attirer d’autres investisseurs.

### Gestion d'actifs

#### Portefeuille d'actifs
Le portefeuille des investisseurs institutionnels se décompose en différentes classes d’actifs : les actions (12,1 % en 2015), les obligations (72,2 %), les prêts (1,6 %), les liquidités (3,8 %), l’immobilier (4,8 %), la gestion alternative, le capital-investissement, les infrastructures … Ces actifs sont diversifiés et sont particulièrement réglementés. Les obligations, en pratique, sont considérées plus sûres et jouent pour certains le rôle de réserve. Les actions peuvent rapporter plus de rendement mais, en contrepartie, elles sont plus risquées. 

#### Contrainte de passif
La gestion des actifs par les investisseurs institutionnels est déterminée par leurs contraintes de passif, qui est d’ailleurs l’une de leurs caractéristiques propres. Il s’agit d’un passif long par des engagements longs ou statistiquement longs. Les différents types d’engagement sont les suivants : l’assurance vie en euros, l’assurance vie en unité de compte, l’assurance dommage, la complémentaire santé, la retraite, les fonds propres et la prévoyance.
Les investisseurs institutionnels se doivent alors de faire coïncider la durée de leurs engagements avec celles de leurs actifs en moyenne.

#### Délégation aux sociétés de gestion
Un grand nombre d’investisseurs institutionnels délèguent la gestion de leurs actifs à des sociétés de gestion qui disposent d’un mandat bien défini. La part déléguée, en 2015, représentait 65 % de la gestion d’actifs.

### Intégration des critères ISR/ESG
Les investisseurs sont de plus en plus soucieux de respecter des critères environnementaux et sociaux permettant à leurs investissements d’être en accord avec les problématiques de la société moderne. Ainsi, depuis 2013 certains actifs sont qualifiés d’investissement socialement responsable (ISR) et les critères environnementaux, sociaux et de gouvernance (ESG) sont appliqués pour la sélection des actifs. 
Plusieurs approches existent dans l’application de ces critères. En France, l’une des méthodes de gestion la plus répandue est l’approche Best In Class qui vise à sélectionner les émetteurs les mieux notés d’un point de vue extra financier au sein de leur secteur d’activité. 
On peut également citer l’approche exclusive, qui vise à exclure les entreprises ne respectant pas certaines normes sociales et environnementale, ou encore l’approche thématique (favoriser certaines pratiques dans un secteur donnée) et l’engagement actionnarial qui permet aux investisseurs d’appuyer certaines politiques à travers leur droit de vote en assemblée générale.

## Cadre réglementaire des institutionnels
L’investisseur institutionnel étant par définition un investisseur ayant une gestion d’actifs très réglementée, il existe une multitude de textes auxquels les investisseurs institutionnels peuvent être assujettis en fonction de leur activité, aussi bien à l’échelle française, qu’européenne ou mondiale. Par ailleurs, chaque pays possédant sa propre réglementation, les investisseurs institutionnels fortement mondialisés doivent s’adapter dans leur gestion d’actifs aux réglementations de tous les pays dans lesquels ils investissent.

### Réglementation française
Les principaux cadres réglementaires régissant les investisseurs institutionnels français sont les suivants :
- Le Code des assurances définit la fonction d’assureur et les règles concernant les contrats d’assurance. Il a été mis en place en 1976 et réglemente environ 80 % des actifs gérés par les investisseurs institutionnels français.
- Le Code de la mutualité détermine le statut, la composition et le fonctionnement des mutuelles. Ce code régit un peu plus de 1 % des actifs gérés par les institutionnels français.
- Le Code de la sécurité sociale régit les institutionnels professionnels des domaines liés à la santé, soit un peu plus de 1 % du total des encours.
- Le Règlement Agirc-Arrco définit les règles communes à ces deux régimes de retraite complémentaire et celles spécifique à l’Agirc ou l’Arrco. Il définit le cadre réglementaire d’une grande partie des caisses de retraite, pour environ 4 % du montant des actifs gérés par les institutionnels.
- Les autres cadres réglementaires représentent environ 14 % du montant des actifs gérés par les investisseurs institutionnels français, avec un grand nombre de régimes prudentiels propres et autonomes pour les institutions qu’ils régissent.

Par ailleurs, environ deux tiers des investisseurs institutionnels sont soumis à un règlement financier interne spécifique, et la moitié a adopté un code de déontologie financière.

### Solvabilité II
Depuis janvier 2016 les investisseurs institutionnels français sont soumis au cadre réglementaire européen Solvabilité II qui définit des exigences en matière de fonds propres, de gouvernance et de publication de données concernant les investissements. L’objectif de ce texte est de permettre une plus grande transparence dans les placements financiers et de proposer des garanties de sécurité dans ces placements. Environ deux tiers des investisseurs institutionnels français sont soumis à Solvabilité II.

### Normes IFRS
Beaucoup d’investisseurs institutionnels sont également soumis aux normes IFRS (International Financial Reporting Standards), qui sont des normes comptables ayant pour but de faciliter l’évaluation de la situation financière, de la gestion de la trésorerie et du résultat global d’une entreprise.

### Critiques des réglementations
Malgré l’intention de sécuriser le secteur financier à travers les différents textes précités, les investisseurs institutionnels sont néanmoins parfois critiques envers ces derniers.
Tout d’abord, la complexité et la quantité de règlements différents sont remises en cause : avant chaque investissement l’institutionnel doit vérifier que celui-ci vérifie bien les critères présents dans chacune des réglementations. Ce procédé prend beaucoup de temps, et certains ajustements doivent être faits (parfois pour un seul point de réglementation) même si tous les autres sont bien vérifiés. De plus, ces ajustements vont souvent à l’encontre de l’optimalité financière. 
Si on ajoute à ces réglementations européennes les réglementations internationales et les réglementations propres à chaque pays dans lequel l’institutionnel est engagé, ce dernier se retrouve face une superposition complexe de réglementations qui ralentit considérablement son travail d’investisseur.
Ensuite, certaines normes sont fondamentalement remises en cause par les investisseurs institutionnels. C’est le cas de Solvabilité II, qui contraint les investisseurs institutionnels à adopter une vision de court terme alors qu’ils sont naturellement portés vers une vision de long terme en accord avec leur passif. Les contrôles des ratios d’équilibre sont trop fréquents, et le fait de considérer des actifs destinés à être conservés durant plus de 20 ans selon leur valeur de marché actuelle (mark to market) est fortement critiqué dans le milieu institutionnel. Des reproches similaires sont également faits envers les normes IFRS, qui évaluent le bilan financier de l’entreprise en run off, c’est-à-dire comme si l’entreprise était sur le point de cesser son activité et de revendre tous ses actifs au moment du bilan.
Cependant, la mise en application parfois très récente de ces normes ne présage pas des modifications en faveur du long terme avant un certain temps. De plus, bien que ces cadres réglementaires soient très imparfaits il est très difficile d’imaginer des types de réglementations qui permettraient d’évaluer de manière intelligente les risques liés à l’activité de long terme des investisseurs, qui sont par nature très incertains.